# The Spiders
The Spiders fue un grupo de rock mexicano fundado en Guadalajara, México. Originalmente llamado "Los Spiders", esta agrupación fue fundada en 1960 por Manuel Olivera en el bajo, Guillermo Olivera en la batería, "Chon" Cortés en los teclados, Carlos de Regil como vocalista y Reynaldo Díaz Vélez en la guitarra.
Posteriormente modificado a "The Spiders" formado por Tony Vierling, vocalista, compositor, Manolo bajista,Tucky guitarrista entre otros miembros. 

## Historia
Esta agrupación, como muchas otras de la época, comenzó tocando en cafés, donde se reunían jóvenes de secundaria y de preparatoria. Más adelante estos eventos se transformaron en "tardeadas", promovidas por algunos colegios de la ciudad y ocasionalmente tocaban en casinos como el Círculo Francés, El Casino Español, El Club de Leones, y hoteles como el antiguo Hilton.
Su primer disco, "Por Tu Amor", lo grabaron en español en un E.P. de acetato de 45 rpm y un sencillo de 45 rpm.
A finales de los sesenta hubo algunos cambios en la agrupación. Servando Ayala y Antonio Vierling reemplazaron a Chon Cortés y Carlos de Regil. En 1969 grabaron su primer L.P. "Back" en el cual aparece la canción del mismo nombre. 'Back' fue una de las canciones más tocadas en la radio local en 1970.
Los Spiders grabaron su segundo LP "Nuevas Rutas en Sonido" en 1973 pero ya sin la misma respuesta del primero y más tarde, en 1980, "Corre, corre" el cual incluye también la canción "Run, run". En 1993 publicaron junto con La Fachada de Piedra un CD grabado en concierto en el salón Osiris de Guadalajara.
A finales de los años noventa, Vierling se separó de los Spiders para grabar su propio disco mientras que los Spiders continuaron con un nuevo cantante, Talín Avilés.
El sábado 1 de diciembre de 2007 Los Spiders se presentaron en una fiesta privada en donde después de 40 años de no haber tocado juntos, los miembros que crearon a la agrupación (Memo, Manolo, Carlos, Chon y el Tuky) dieron tremendo espectáculo en donde revivieron canciones como Hi oh Silver, Back, Bailando en las estrellas, entre otras. Este fue el último concierto de Reynaldo quien fallecería un mes después.
El 31 de enero de 2008, Reynaldo Díaz Vélez, falleció en el hospital civil de la ciudad de Guadalajara de una cirrosis hepática.
Posteriormente Los Spiders se reunieron una ocasión más para rendirle un concierto de despedida a su mejor guitarrista en la historia del grupo, El Tuky. En este evento se reunieron la mayoría de los exintegrantes del grupo, figuras como Manolo, Memo, Servando, Carlos de Regil, Tony, Chon y muchos más. Un evento muy emotivo lleno de lágrimas, risas y fanes cantando al ritmo de back.
Tony Vierling acompañado de algunos de los exintegrantes continuo durante un tiempo haciendo apariciones públicas, sin embargo después de un tiempo se despidió oficialmente del público.

## Discografía

### Discos de estudio
- Back (1970)
- Nuevas Rutas en Sonido (1973)
- Corre, Corre (1980)

### EP
- Back (1970)

### Álbumes en vivo
- Spiders y Fachada de Piedra en Vivo (1993)